# Lillträsket (Överkalix socken, Norrbotten, 735960-182367)
Lillträsket är en sjö i Kalix kommun i Norrbotten och ingår i Kalixälvens huvudavrinningsområde. Sjön har en area på 0,105 kvadratkilometer och ligger 126,1 meter över havet. Sjön avvattnas av vattendraget Mjöträskån.

## Delavrinningsområde
Lillträsket ingår i det delavrinningsområde (736153-182138) som SMHI kallar för Mynnar i Djupbäcken. Medelhöjden är 99 meter över havet och ytan är 40,34 kvadratkilometer. Det finns ett avrinningsområde uppströms, och räknas det in blir den ackumulerade arean 46,86 kvadratkilometer. Mjöträskån som avvattnar avrinningsområdet har biflödesordning 4, vilket innebär att vattnet flödar genom totalt 4 vattendrag innan det når havet efter 86 kilometer. Avrinningsområdet består mestadels av skog (83 procent). Avrinningsområdet har 0,88 kvadratkilometer vattenytor vilket ger det en sjöprocent på 2,2 procent.